# Els Iping
Elisabeth (Els) Iping (Amsterdam, 15 april 1953) is een Nederlandse politica voor de Partij van de Arbeid.

## Biografie
Iping groeide op in Amsterdam-Noord. Van 1973 tot 1980 was ze onderwijzeres. Els Iping heeft zich door de jaren heen ingezet voor theater. Ze was onder meer zakelijk leider van Theatergroep Tender, studieleider van de mime opleiding van de Theaterschool in Amsterdam en directeur van het ITS Internationaal Theaterschool Festival. Tussen 1992 en 1997 was ze lid van de Raad voor cultuur in Amsterdam.
Els Iping woont sinds 1981 in de Nieuwmarktbuurt, aan de Kloveniersburgwal.

## Politieke carrière
In 2001 werd Iping lijsttrekker voor de PvdA in de Amsterdamse binnenstad. Vervolgens was ze tussen 2002 en 2006 wethouder in het nieuwe stadsdeel Amsterdam-Centrum, Verantwoordelijk voor bouwen/wonen/stedelijke ontwikkeling, zorg en welzijn, onderwijs, cultuur en openbare ruimte. In april 2006 werd de PvdA in Amsterdam-Centrum de grootste partij en werd Iping voorzitter van stadsdeel centrum. In september 2009 kondigde Iping aan zich niet verkiesbaar te stellen; haar voorzitterschap eindigde in 2010.
Stadsdeel centrum van Amsterdam is in 2002 moeizaam tot stand gekomen. Tegenstanders (Opheffen Nu!) vinden onder meer dat de bewoners er te veel voor het zeggen hebben. Opschudding veroorzaakte Iping in 2002 door het handhaven van het reclamebeleid van de gemeente Amsterdam, waardoor ook hotelvlaggen en de homovlag uit het stadsbeeld dreigden te verdwijnen. Dit beleid is door haar aangepast.
 In 2009 kreeg ook de organisatie van de Uitmarkt met dit strenge beleid te maken. Het stadsdeel Centrum vond de logo's van de sponsors op de promotievlaggen te groot. Het aanpassen van de vlaggen en het compenseren van sponsoren kostte de Uitmarkt naar eigen zeggen zo'n 30.000 euro.

### Terassenbeleid
Iping haalde het landelijke nieuws met het Amsterdamse terrassenbeleid. De gemeente Amsterdam wil overlast door terrassen tegengaan, daarom is het sinds 1993 onder andere verboden om buiten de afgebakende terrassen te drinken, het terras zou hierdoor te vol worden en uitwaaieren en zo geen ruimte laten voor voetgangers. Deze regel werd actueel met de invoering van het rookverbod, dat tot overlast leidde doordat veel rokende cafébezoekers (al of niet met glas) buiten gingen staan. Ook de Amsterdamse horeca en haar bezoekers zagen zich geconfronteerd met het rookverbod, maar tevens met een stringente handhaving van het verbod op staand drinken. Deze handhaving botste volledig met de invoering van het rookverbod en riep veel weerstand op. Horecaondernemers organiseerden op 10 juli 2009 een staand drinken demonstratie met gratis bier op de Noordermarkt. Inmiddels wordt in afwachting van beleid het staand drinken gedoogd. Een ander onderdeel van de Terrasnota zijn de 'Iping-punaises', metalen pinnen in de grond die de grens van een terras markeren. Terrasgasten mogen met hun drankje niet buiten die grens komen. Zo zien bezoekers, café-eigenaren en handhavers in een oogopslag of het terras binnen de vergunde ruimte blijft.

### Andere beleidsterreinen
Iping had tevens de volgende punten op haar agenda: In 2004 startte Iping met een bewoners-conferentie de aanpak van de Wallen, met het doel de verloedering van de buurt te stoppen en het evenwicht te herstellen. Sinds 2007 werd de aanpak ondergebracht in Coalitieproject 1012 met de gemeente Amsterdam. Iping zei over de Wallen " “de Wallen zullen een toeristische attractie van de eerste orde blijven. Of juist worden." Het was daarbij volgens haar "Niet de bedoeling om de prostitutie van de Wallen te laten verdwijnen. Wat we daarentegen wel willen is de criminaliteit die er achter zit kwijtraken.” (Oude Binnenstad April 2008).
Iping voerde de regie op de aanpak van de drugsoverlast. De samenwerking met politie, GGD en gemeentelijke diensten resulteerde in een samenhangend aanbod van zorg en drang voor de verslaafden en een afname van de overlast.
Verder werd dankzij haar beleid de Kermis op de Dam vergund, zwerfafval in de binnenstad nam toe (Oude Binnenstad juni 2012) en verleende zij vergunning voor onder andere de verbouwing van de Stadsschouwburg en het City Theater, de bebouwing van het Haarlemmerplein, de uitbreiding van Artis, restauratie van het Blaauwlakenblok, de bouw van het de DeLaMar Theater en de Hermitage en bereidde ze de plannen voor het Leidseplein voor. Tegenstanders hekelen het in hun ogen betuttelende beleid van gemeente- en stadsdeelraad, ze vallen Iping aan als uitvoerder hiervan.
Iping was verantwoordelijk voor de voorbereiding rond de voordracht Amsterdamse Grachtengordel als Werelderfgoed, die resulteerde in vaststelling van de status door UNESCO in juli 2010.
Uit een onderzoek van AT5 bleek dat het afscheidsfeest dat het stadsdeel Iping aanbood, ruim 22.000 euro kostte. De nieuwe stadsdeelvoorzitter Jeanine van Pinxteren gaf aan dat hierover in de toekomst afspraken gemaakt moeten worden.